# Verpelét, Heves
Verpelét  este un sat în districtul Eger, județul Heves, Ungaria, având o populație de 3.882 de locuitori (2011). 

## Demografie
Componența etnică a satului Verpelét
     Maghiari (83,32%)
     Romi (15,41%)
     Necunoscut (0,51%)
     Alții (0,76%)
Componența confesională a satului Verpelét
     Romano-catolici (51,34%)
     Fără religie (13,7%)
     Reformați (2,94%)
     Atei (1,08%)
     Necunoscută (30,6%)
     Alte religii (2,83%)
Conform recensământului din 2011, satul Verpelét avea 3.882 de locuitori. Din punct de vedere etnic, majoritatea locuitorilor (83,32%) erau maghiari, cu o minoritate de romi (15,41%). Apartenența etnică nu este cunoscută în cazul a 0,51% din locuitori.  Din punct de vedere confesional, majoritatea locuitorilor (51,34%) erau romano-catolici, existând și minorități de persoane fără religie (13,7%), reformați (2,94%) și atei (1,08%). Pentru 30,6% din locuitori nu este cunoscută apartenența confesională.